# Programa Constelación

Logo del programa Constelación

El programa Constelación fue un programa de la NASA para crear una nueva generación de naves espaciales, consistió en los cohetes lanzadores Ares I, Ares IV y Ares V, la cápsula Orión, y un módulo de acceso a superficie lunar. Estas nuevas naves habrían sido capaces de realizar un gran variedad de misiones espaciales, como reabastecer a la Estación Espacial y alunizar.
La NASA creó este programa cuando el presidente George W. Bush decidió que Estados Unidos debía regresar a la Luna para poner una base de operaciones permanente y explorar Marte en la primera mitad del siglo XXI. El programa se llamaba Visión para la Exploración Lunar, y fue lanzado oficialmente en enero de 2004.
Algunos de los sistemas e instrumentos de este programa están basados en diseños para el transbordador espacial, el módulo Orión y su módulo de servicio tiene una influencia y diseño muy remarcado en las naves Apolo, y sus motores eran derivados de los usados en los cohetes Saturno V y Delta IV. 
El programa pudo haber hecho uso de encuentros orbitales en la órbita de la Tierra y otros durante la órbita Lunar.
El 1 de febrero de 2010, la administración del presidente de los Estados Unidos Barack Obama canceló el programa Constelación debido a recortes presupuestarios. Esto supondría el fin del desarrollo de la nave Orión, en beneficio de un nuevo sistema más flexible que permita ir más rápido a diferentes lugares del sistema solar usando un propulsor iónico tipo VASIMR.

## Arquitectura

### Módulo de Tripulación y Servicio Orión

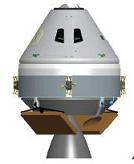
Orión.

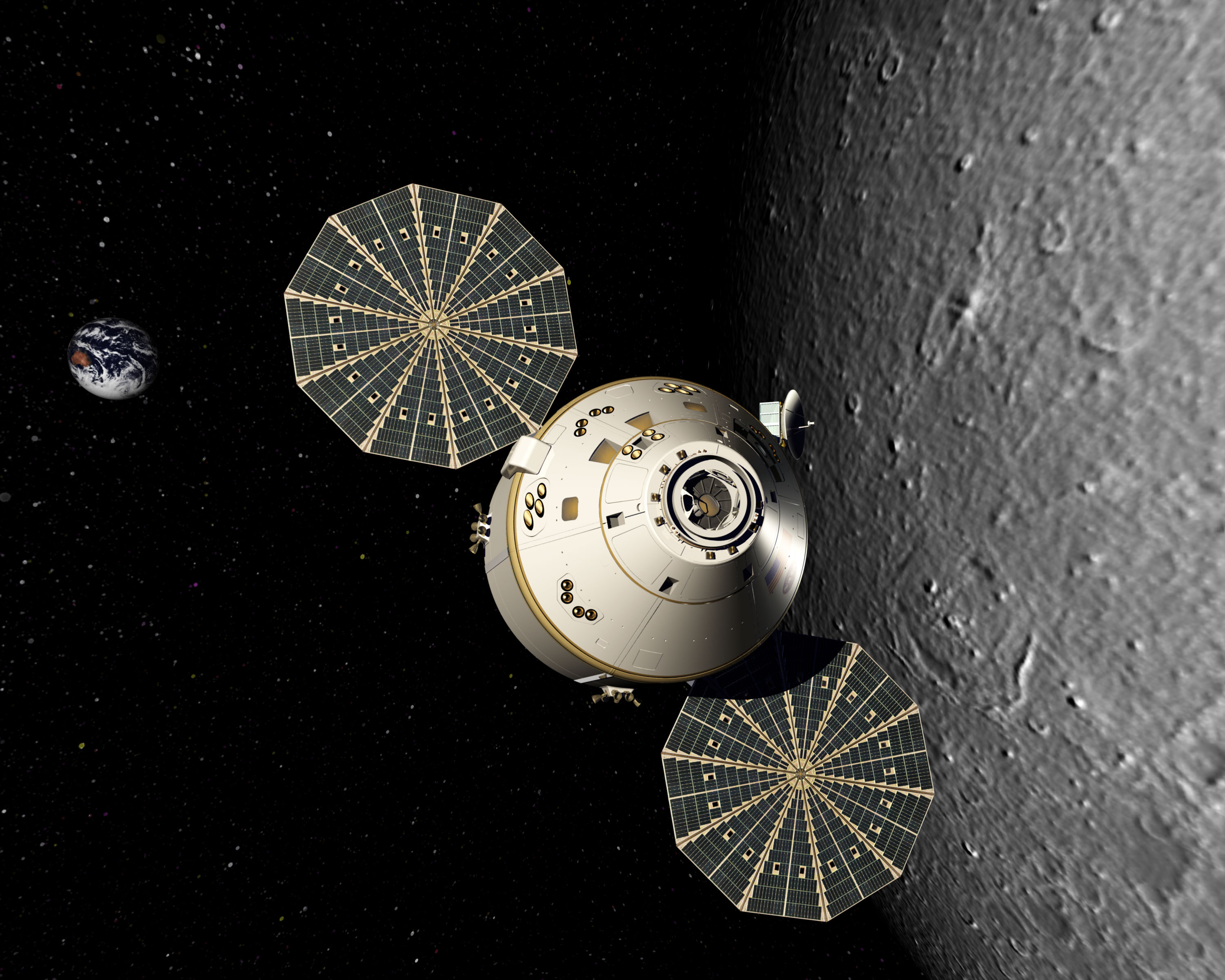
Orion en órbita lunar.

El Orión estaba basado en gran parte en conceptos del programa Apolo. Este sería formado por dos módulos, un módulo de servicio cilíndrico donde estarían los sistemas de propulsión y soporte vital, y un módulo de forma cónica (muy similar a la nave Apolo) donde estaría la tripulación y los sistemas que controlen ambos módulos. El módulo de tripulación sería parcialmente reutilizable (se prevé que se utilicen en 10 misiones). A diferencia del módulo de servicio del Apolo, el módulo de servicio del Orión sería más corto y ligero, y llevaría un par de paneles solares para proporcionar electricidad adicional al módulo. La propulsión del módulo de servicio sería, al igual que en el Apolo, mediante combustibles hipergólicos. El motor era el mismo que utiliza el lanzador Delta II. El control de actitud de la nave lo realizaría el RCS (Reaction Control System), que también estaba basado en el de las cápsulas Apolo, usando los mismos combustibles hipergólicos que el motor principal.
Una de las características novedosas del Orión respecto al Apolo era el uso combinado de paracaídas y airbags para el descenso a la superficie después de la reentrada, lo que permitirá que la cápsula Orión pueda terminar su misión en tierra, en lugar de en el mar como hacían las cápsulas Apolo. Esto supone un ahorro muy importante de presupuesto al no necesitar una flota extensa que recupere la cápsula. También cambia respecto al Apolo el mecanismo de atraque, pasando del macho-hembra de las cápsulas estadounidenses de los 60 al más sencillo y probado sistema de escotillas de la MIR y la EEI, lo que permitirá poder hacer transferencias de astronautas en caso de emergencia sin tener que realizar una EVA (actividad extravehicular). La cabina del Orión será más amplia que la del Apolo debido en gran parte al uso de tecnologías de miniaturización actuales. Los sistemas de cabina además serán mucho más modernos, utilizándose tecnologías como la cabina de cristal basada en la del transbordador espacial.
Se prevén además de la versión estándar del Orión, una versión no tripulada de carga del Orión, que sería usada de manera equivalente a las naves Progress rusas. Además del uso para subir carga y suministros al espacio, este módulo automático podría utilizarse para retornar experimentos, deshacerse de desechos etc.

### Vehículos de Lanzamiento

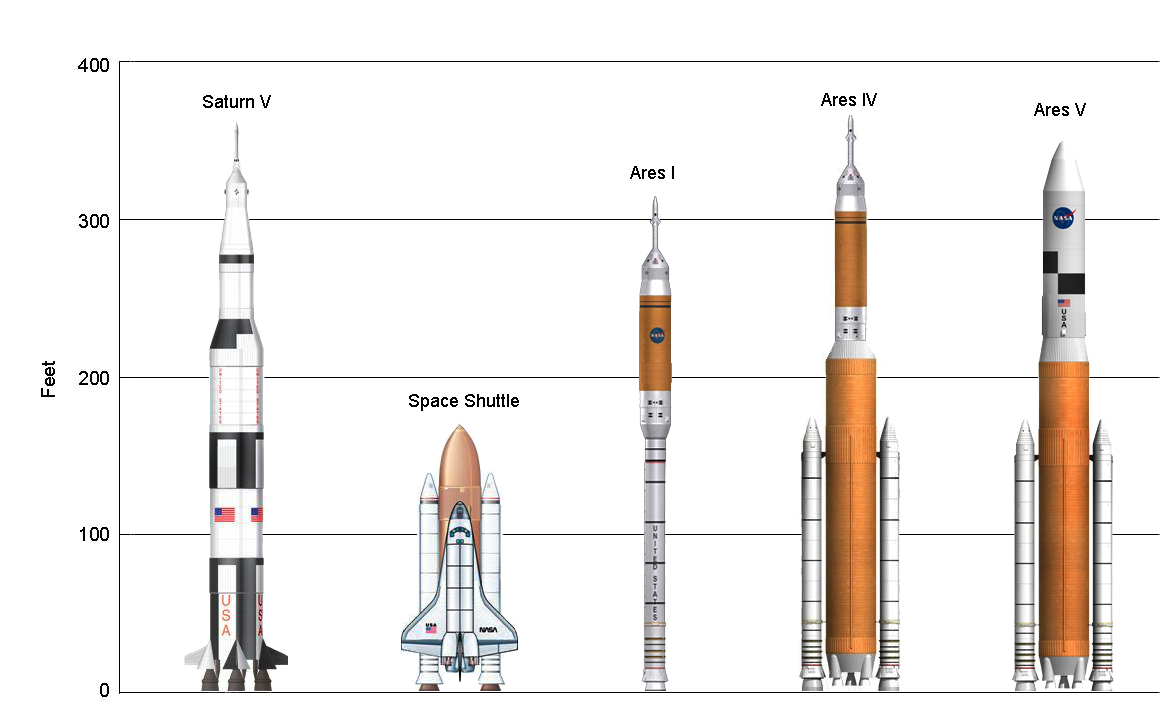
Comparación entre el Saturno V, Shuttle, Ares I, Ares IV y Ares V.

#### Ares I
El Ares I habría sido el vector de lanzamiento que hubiera puesto en órbita las cápsulas Orión. El Ares I provenía en gran parte de los aceleradores SRB del transbordador espacial. Concretamente la primera etapa del cohete era básicamente un SRB de combustible sólido como los utilizados por la lanzadera espacial, con la diferencia de que se le habría añadido un segmento más hasta un total de 5. La segunda etapa del Ares I estaba basada en la etapa S-IVB del cohete Saturno V, usando una versión mejorada del motor J-2 como única propulsión. Encima de esas dos etapas se habría situado la cápsula Orión y la torre de escape de emergencia. El conjunto habría tenido una longitud de 93 metros. La razón de situar la cápsula encima de todo era evitar que el desprendimiento de materiales durante el despegue pudiera dañar la nave espacial. El Ares I habría sido capaz de satelizar en órbita baja terrestre una carga de 25 toneladas, aunque era improbable que se hubiera usado como lanzador de satélites. Las primeras pruebas tripuladas del Ares I se habrían realizado a comienzos de la década de 2010.

#### Ares IV
Fue descrito por la NASA en enero de 2007 como un vehículo de 113 metros basado en el diseño previo del Ares V. Se hubiera tratado de un vehículo de lanzamiento medio-pesado.

#### Ares V
El Ares V también procedía de conceptos derivados del Space Shuttle. Su diseño tenía similitudes también con el lanzador Magnum, cancelado a principio de los noventa. El Ares 5 habría estado compuesto de 2 SRB de cinco segmentos, similares a los que usa el transbordador espacial, y de un cuerpo cilíndrico que habría actuado como segunda etapa, y que habría estado propulsada por cinco motores RS-68 procedentes del lanzador Delta IV (mucho más baratos que los motores principales del Shuttle SSME). La última etapa habría sido una derivación de la etapa S-IVB del Saturno V denominada EDS (Earth Departure Stage), comentada en este artículo. En las misiones lunares encima del EDS se habría situado el módulo de descenso LSAM y el módulo Orión. 
El Ares V habría medido 107 metros de alto, habría pesado más de 3300 toneladas y habría tenido una capacidad de satelizar unas 130 toneladas en órbita baja, lo que lo habría situado como un lanzador similar en prestaciones al Saturno V o al Energía ruso.
El Ares V habría sido un vehículo de carga en el cual habría ido el módulo de aterrizaje lunar. Este se hubiera acoplado en órbita al módulo de mando Orión, que habría sido lanzado posteriormente en el Ares I.

### Vehículo de Acceso Lunar

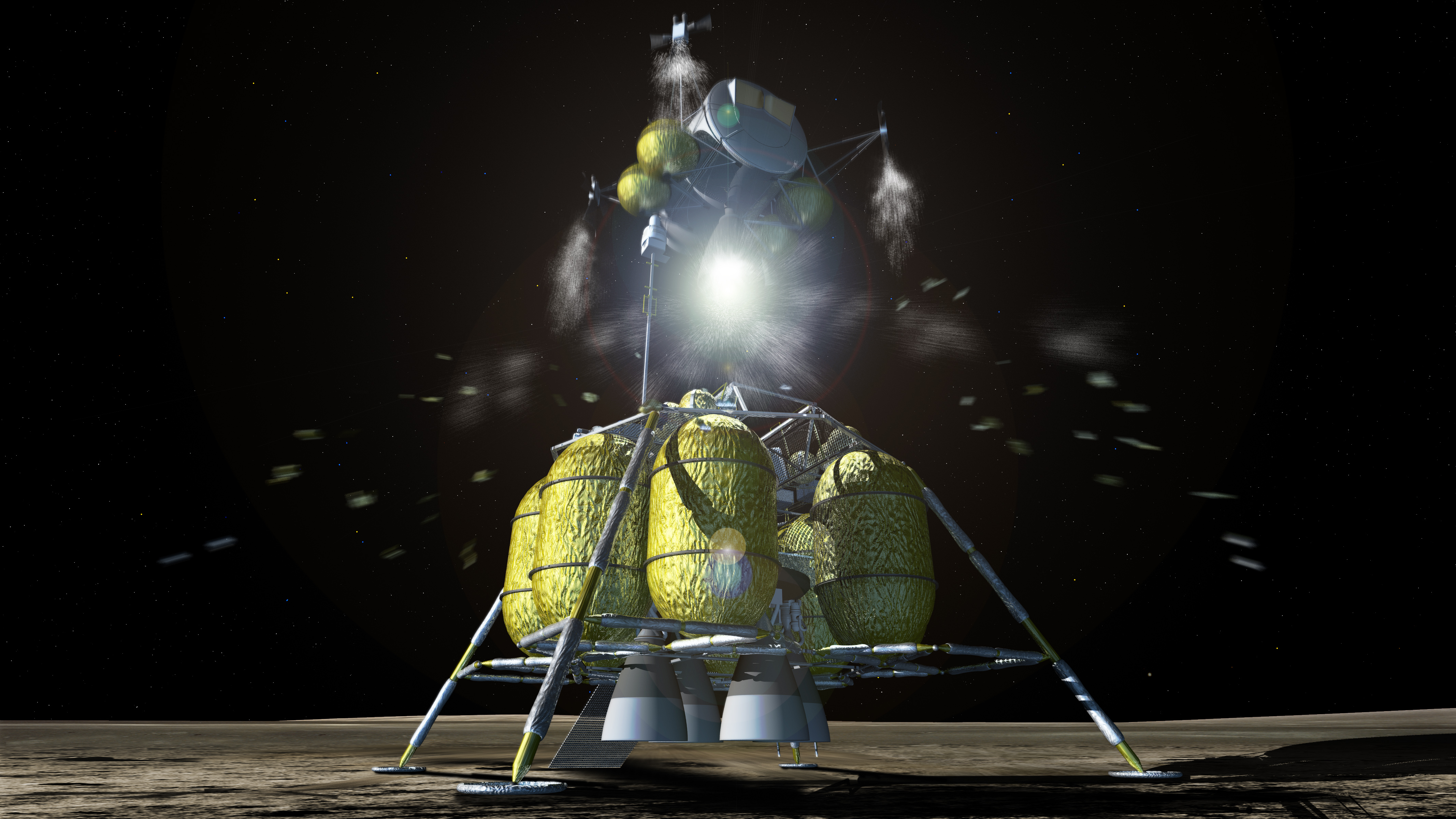
El LSAM usa su fase de ascenso para volver a la órbita lunar.

El módulo LSAM era el destinado para el descenso desde la órbita lunar a la superficie de la Luna. El LSAM estaba basado en el módulo lunar (LM) del programa Apolo. Este constaba de dos etapas, una de descenso que habría llevado la mayoría del combustible, y elementos de soporte vital, así como la estructura de las patas para alunizar, y una etapa de ascenso donde habrían residido los astronautas, además de poseer un motor de ascenso. Sin embargo había diferencias notables entre los LM de la época del Apolo y el LSAM, la principal sin duda era el tamaño, puesto que el LSAM estaba diseñado para poder ser usado por cuatro astronautas, a diferencia del LM que sólo podía llevar a dos.
El LSAM, como el LM, habría tenido dos escotillas, una superior por donde se acopla al Orión, que habría permitido la transferencia de astronautas y material de una nave espacial a otra, y otro en un lateral, que habría permitido salir a los astronautas para realizar actividades extravehiculares (EVAs). A diferencia del LM la escotilla no habría conducido directamente desde la nave al exterior, sino que habría habido un compartimento intermedio que hubiera permitido ponerse y quitarse sus trajes espaciales a la tripulación sin tener que despresurizar por completo el módulo LSAM. Además eso habría permitido que el módulo de descenso no se hubiera llenado del molesto polvo lunar. El LSAM también habría incluido un pequeño aseo similar al usado en la EEI, un pequeño calentador de comida, y una instrumentación de última generación, similar a la usada en la cápsula Orión.
A diferencia del LM, que usaba combustibles hipergólicos, el LSAM habría utilizado hidrógeno y oxígeno líquido tanto en su fase de descenso como en la fase de ascenso. La fase de descenso está compuesta de 4 motores RL-10 (provenientes de la etapa Centaur del lanzador Atlas V, mientras que la etapa de ascenso tiene un solo motor de la misma clase. Este vehículo está destinado para usarse solo una vez.

### Vehículo de salida de la Tierra

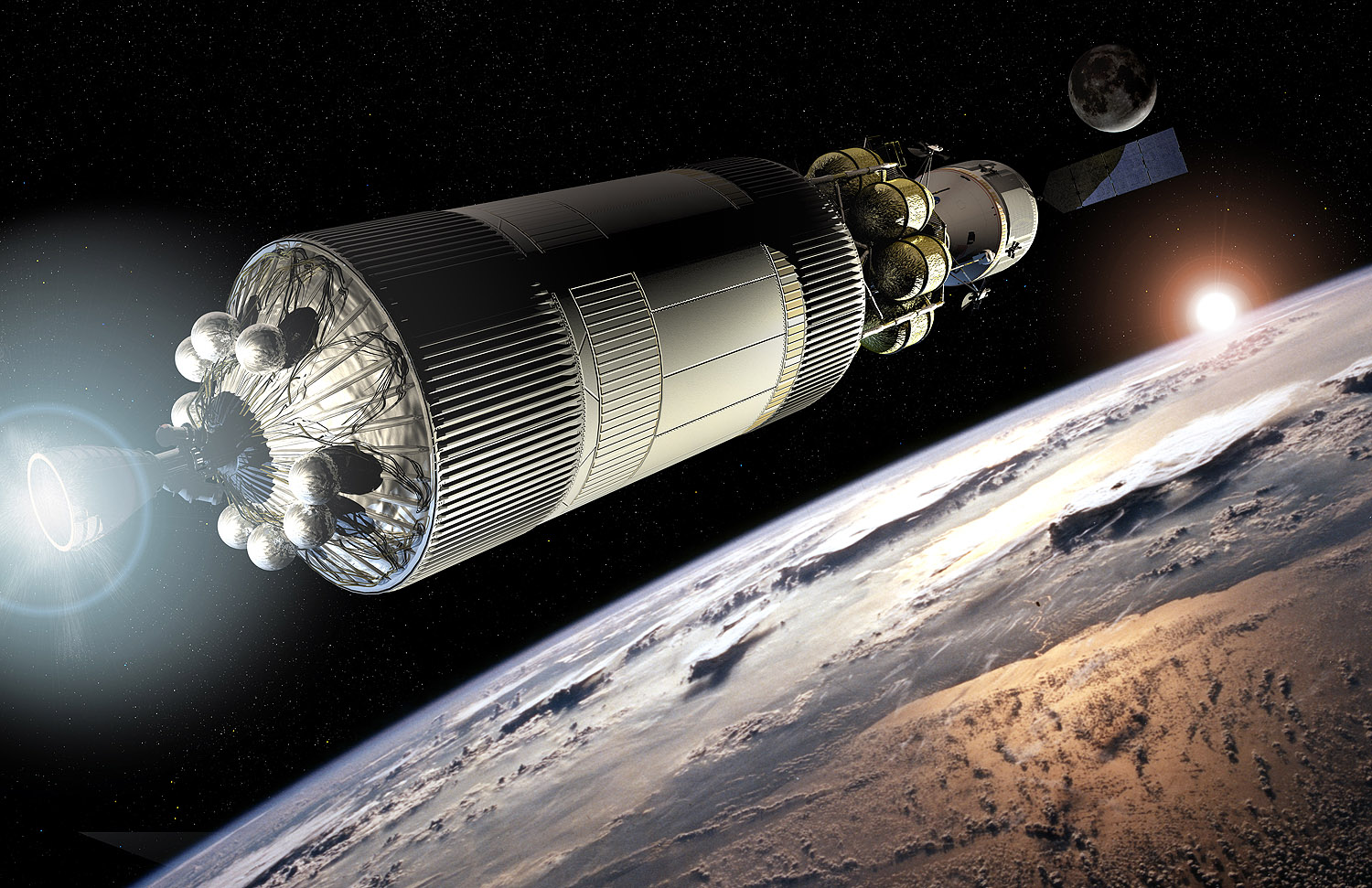
EDS, acoplada a una cápsula Orión.

Esta etapa del lanzador Ares V se utilizará para abandonar la órbita terrestre y llevar la cápsula Orión y el LSAM a órbita lunar. El EDS llevará consigo el módulo LSAM durante el despegue del Ares V, y en órbita terrestre se acoplará al módulo Orión antes de abandonar la órbita terrestre con destino a la Luna.
El EDS es en esencia una etapa S-IVB del lanzador del programa Apolo Saturno V, sólo que tiene una longitud mayor para que entren en ella tanques de hidrógeno líquido y de oxígeno más grandes. Aunque su misión principal será llevar naves tripuladas a la luna (y quizá más adelante a Marte), también está prevista su utilización como lanzador de módulos pesados que no puedan ser lanzados desde un cohete Protón ruso. Incluso podría ser usado para lanzar estaciones espaciales del tipo Skylab. También está previsto que se pueda cambiar el módulo de descenso LSAM por un sistema de acoplamiento y permitir al módulo Orión cambiar la inclinación de la órbita a órbitas geoestacionarias o incluso polares. También se prevé su uso para lanzar sondas espaciales pesadas del mismo tipo que la Galileo o que la Cassini-Huygens a los planetas exteriores del sistema solar, utilizando para ello el apoyo de una etapa Centaur.

## Tipos de misiones

### Misiones a la EEI y en órbitas bajas de la Tierra
El Orion junto con su cohete Ares I serán ensamblados en la plataforma Móvil 2 en Centro Espacial Kennedy en Florida, y luego será transportado a la plataforma 39A o 39B en donde se les introducirá el combustible.
El Orion está diseñado para llevar una tripulación de 4 personas y estancia en órbita de 14 días, pero las misiones de este tipo se tiene pensado una duración de 8 a 10 días, al llegar a la EEI se acoplará en el puerto auxiliar que originalmente había sido planeado para la nave de rescate X-38.
Al terminar la misión, la cápsula puede regresar a la tierra, se desacopla de la EEI usando su propulsor AJ-10, realizará la reentrada la Tierra, después de esto, el propulsor se separa, despliega su escudo térmico para reducir el calor y al mismo tiempo reducir la velocidad de entrada que será de 28,000km/h a cerca de 480km/h. Después serán lanzados 2 paracaídas y bolsas de aire con relleno de nitrógeno el cual no hacen combustión al estar expuestos al calor y entonces el módulo descenderá en el mar.

### Vuelo Lunar

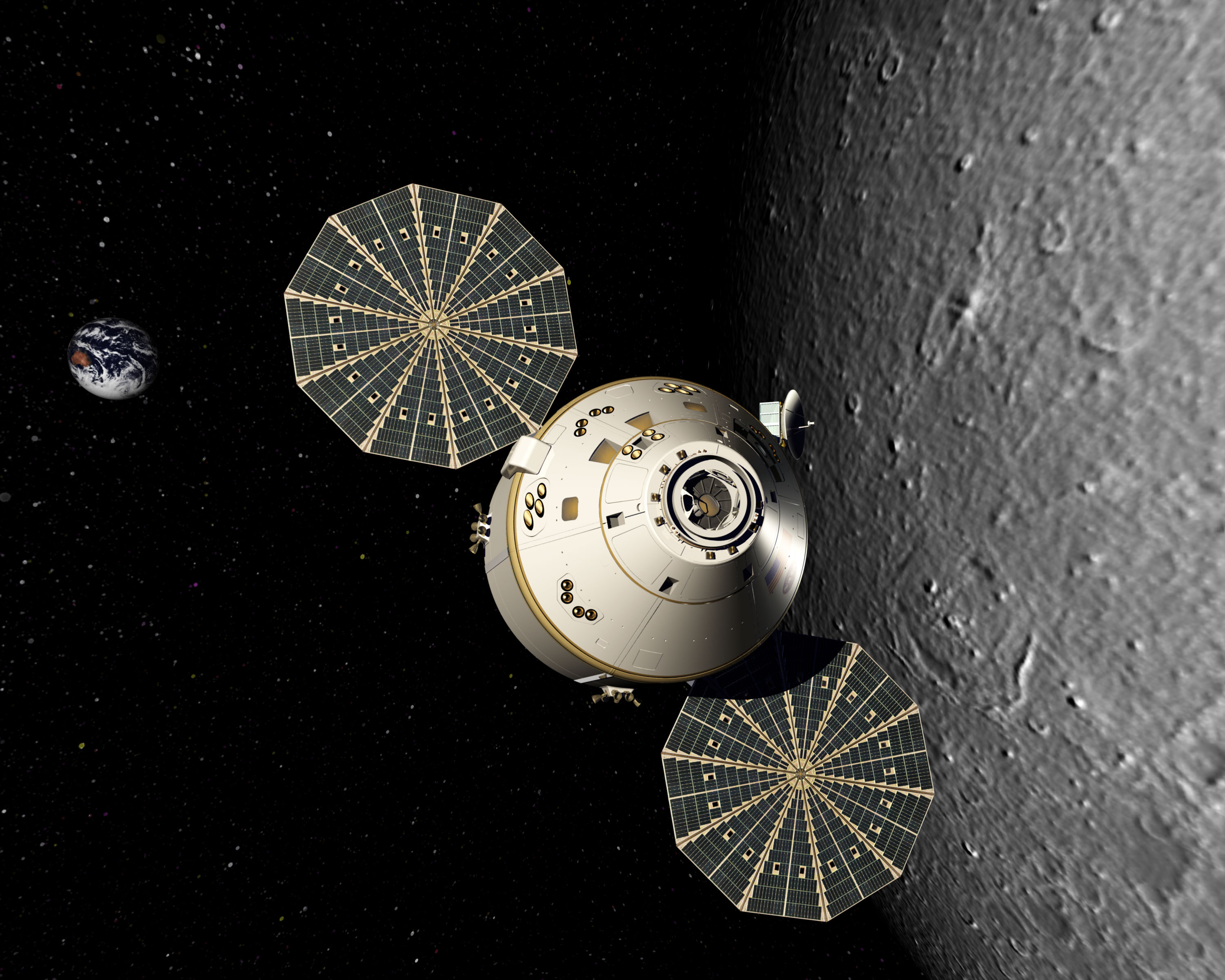
Dibujo de Artista del Orion orbitando la Luna

Este tipo de misión usara el Ares I y el Ares V para ensamblar la nave con su propulsor y luego darle un empujón orbital con la tierra, luego el propulsor EDS le dará otro empujón por 5 minutos para llegar a una velocidad de 40,200km/h. Se espera que el módulo Orion llegue al lado oculto de la luna en 3 días, y luego realizar una maniobra de inserción lunar y poder realizar órbita circular lunar de 95 a 110km. Después de una señal de aprobación de Houston para verificar el estado del sistema se encenderá el cuarto motor RL-10 para realizar el alunizaje, al término de la misión regresarán al módulo para después del despegue acoplarse al módulo CSM en órbita lunar y así regresar a la Tierra.

## Lista de misiones
| Orden              | Mes                | Año                | Misión             | Duración           | Tripulación        | Plataforma de lanzamiento | Nota |
| Misiones planeadas | Misiones planeadas | Misiones planeadas | Misiones planeadas | Misiones planeadas | Misiones planeadas | Misiones planeadas        | Misiones planeadas                                                                                                |
| ------------------ | ------------------ | ------------------ | ------------------ | ------------------ | ------------------ | ------------------------- | --- |
| 1                  | Octubre            | 2009               | Ares I-1           | ~2 min.            | 0                  | LC-39B                    | Prueba de la primera etapa del lanzador Ares I con 4 segmentos del SRB activos y un quinto inerte.                |
| 2                  | Septiembre         | 2012               | Ares I-2           | ~8 min.            | 0                  | LC-39B                    | Primer test operacional completo.                                                                                 |
| 3                  | Septiembre         | 2013               | Orión 3            | ~14d               | 0                  | LC-39B                    | Primer vuelo de la nave espacial Orión.                                                                           |
| 4                  | Junio              | 2014               | Orión 4            | ~14d               | 0                  | LC-39B                    | Ensayo de la primera misión tripulada. Incluye demostración de encuentro orbital y operaciones próximas a la EEI. |
| 5                  | Septiembre         | 2014               | Orión 5            | ~14d               | 2                  | LC-39B                    | Primera misión tripulada y primer acoplamiento con la EEI.                                                        |
| 6                  | Diciembre          | 2014               | Orión 6            | ~90d               | 0                  | LC-39B                    | Primera misión de carga a la EEI.                                                                                 |
| 7                  | Marzo              | 2015               | Orión 7            | ~180d              | 3                  | LC-39B                    | Primera misión operacional a la EEI, incluyendo intercambio de tripulación.                                       |
| 8                  | Mayo               | 2015               | Orión 8            | ~30d               | 0                  | LC-39B                    | Vuelo no tripulado de carga a la EEI.                                                                             |
| 9                  | Julio              | 2015               | Orión 9            | ~30d               | 0                  | LC-39B                    | Vuelo no tripulado de carga a la EEI.                                                                             |
| 10                 | Septiembre         | 2015               | Orión 10           | ~180d              | 3                  | LC-39B                    | Última misión tripulada de la EEI.                                                                                |
| 11                 | Diciembre          | 2015               | Orión 11           | ~30d               | 0                  | LC-39B                    | Última misión de carga a la EEI.                                                                                  |
| 12                 | Junio              | 2018               | Ares V-1           |                    | 0                  | LC-39A                    | Primer vuelo del Ares V.                                                                                          |
| 13                 | Febrero            | 2019               | LSAM 2             |                    | 0                  | LC-39A                    | Primer vuelo del LSAM.                                                                                            |
| 14                 | Junio              | 2019               | Orión 12           | 21d.               | 4                  | LC-39B                    | Vuelo de circunvalación lunar. Ensayo con LSAM 2 similar al del Apolo 10. Primera misión lunar desde 1972.        |
| 15                 | Diciembre          | 2019               | LSAM 3             |                    | 0                  | LC-39A                    | Módulo LSAM que se acoplará al Orión 13.                                                                          |
| 16                 | Diciembre          | 2019               | Orión 13           | 21d.               | 4                  | LC-39B                    | Séptimo alunizaje en la Luna (Primero del programa Constellation).                                                |
| 17                 | Junio              | 2020               | LSAM 4             |                    | 0                  | LC-39A                    | Módulo LSAM que se acoplará al Orión 14.                                                                          |
| 18                 | Agosto             | 2020               | Orión 14           | 21d.               | 4                  | LC-39B                    | Octavo alunizaje tripulado.                                                                                       |

## Problemas y críticas
Algunas de las críticas al programa giran en torno a que el primer vuelo tripulado tendría lugar cerca de cinco años después de haber sido dado de baja el transbordador, lo que supondría que durante ese período solo Rusia con sus naves Soyuz TMA y China con sus naves Shenzhou mantendrían la capacidad de enviar hombres al espacio.
Otras de las críticas parten de los costos del programa, por ejemplo la Fundación de la Frontera del Espacio (Space Frontier Foundation) ha afirmado que los 3900 millones de dólares de la fase inicial del contrato por la nave Orión duplica la funcionalidad del programa de la NASA Commercial Orbital Transportation Services (COTS) de 500 millones de dólares. Además, el contrato de la NASA con Lockheed Martin es un contrato de beneficio, un método que ha sido criticado por ser propenso a exceder presupuestos y provocar retrasos, mientras que los contratistas del programa COTS sólo reciben pagos en los éxitos.

## Cancelación
Los presupuestos a largo plazo de la administración Obama no tienen en cuenta el programa Constelación y el desarrollo de la familia de cohetes Ares (Ares I, Ares IV y Ares V), lo que supondría su cancelación. Estos presupuestos contemplan un cambio de estrategia, el cual consistiría en aumentar la velocidad de la nave, y la visita de otros cuerpos celestes aparte de la Luna.
La cancelación del programa supone que una vez finalicen los viajes de los transbordadores la NASA dependerá de las naves Soyuz para poner personas en órbita.
Finalmente, en 2010 el presidente Barack Obama canceló el programa debido a sus excesivos costos y, habiéndolo propuesto ante el congreso y su decisión siendo aprobada, los fondos del presupuesto nacional 2011 que se habían reservado para éste, se usaron en el programa para aliviar la crisis de desempleo.